# روبرت ستوبفورد
روبرت ستوبفورد (وُلِدَ في 20 فبراير 1901 – تُوفي في 13 أغسطس 1976) هو أسقف القدس الأنجليكاني العاشر، وتضم أسقفية القدس الأنجليكانية كل من فلسطين وإسرائيل والأردن وسوريا ولبنان وسائر المنطقة.

## نشأته
وُلِدَ روبرت ستوبفورد قرب مدينة ليفربول شمال غرب إنجلترا بتاريخ 20 فبراير 1901.

## توليه رئاسة أسقفية القدس الأنجليكانية
تولى المطران روبرت ستوبفورد رئاسة أسقفية القدس الأنجليكانية وذلك خلال الفترة ما بين عام 1974 وعام 1976. وتضم أسقفية القدس الأنجليكانية كل من فلسطين وإسرائيل والأردن وسوريا ولبنان وسائر المنطقة، وقد خلفه المطران فائق حداد الذي كان أول عربي يتولى رئاسة الأسقفية، وقد قام الأسقف فائق حداد بعملية تعريب الأسقفية خلال فترة رئاسته.

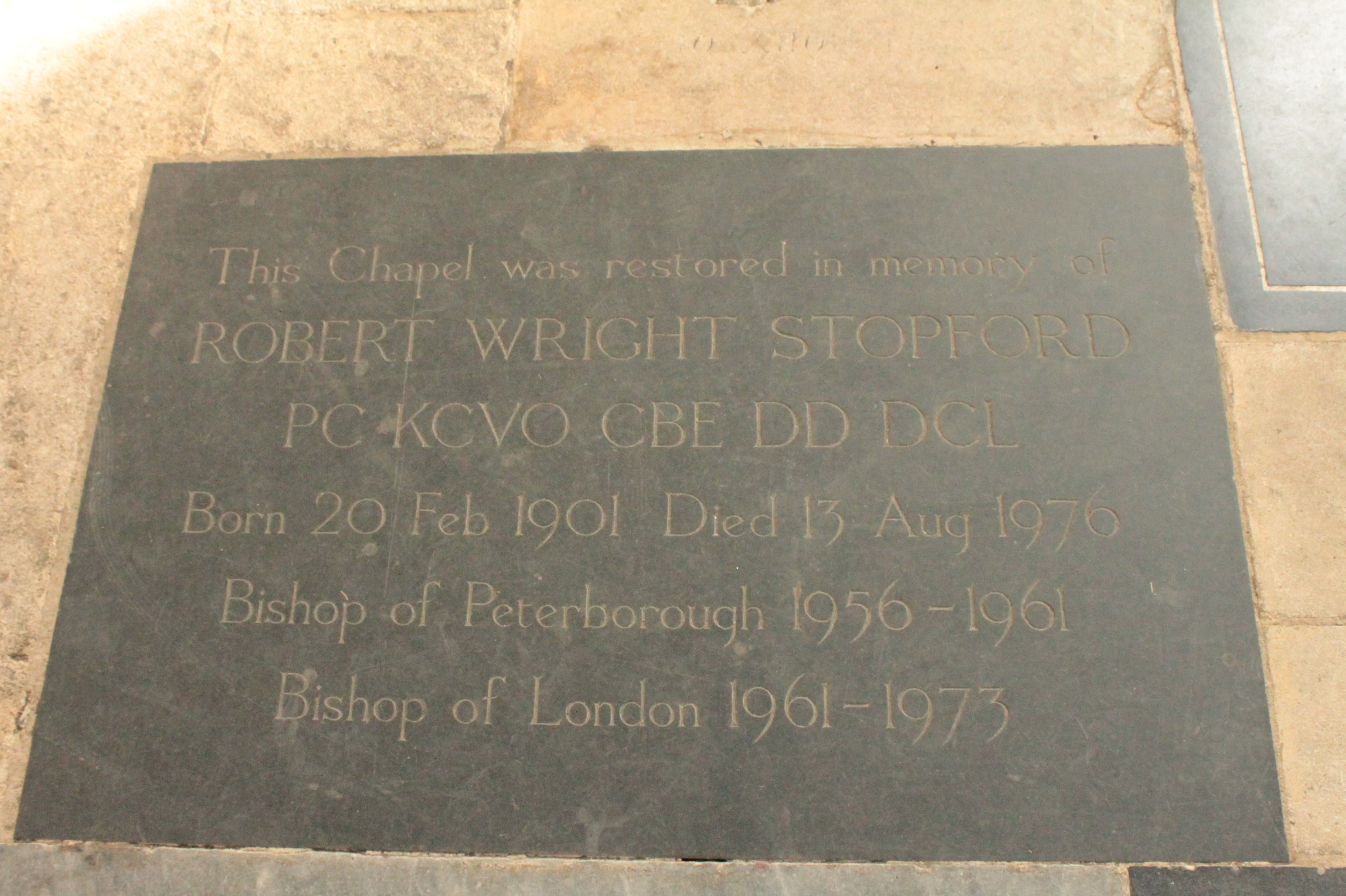
نصب تذكاري لروبرت ستوبفورد في كاتدرائية بيتربورو

## أوسمة
مُنح الأسقف روبرت ستوبفورد عدة أوسمة، أبرزها:
- الوسام الملكي الفيكتوري من رتبة فارس قائد.
- وسام الإمبراطورية البريطانية من رتبة قائد.